# Donna Summer
LaDonna Adrian Gaines, més coneguda pel nom artístic Donna Summer (Boston, 31 de desembre de 1948 - Key West, 17 de maig de 2012), fou una cantant i compositora musical afroamericana coneguda pels seus èxits a la dècada dels 70 i a principis dels 80 amb cançons com Hot Stuff, MacArthur Park, Love To Love You Baby, I Feel Love, On the Radio i She Works Hard for the Money, entre moltes altres. Va rebre el títol de «Reina de la música disco».

## Inicis artístics
Donna començà la seva carrera a edat primerenca: amb només vuit anys ja era una de les veus que destacaven en el cor de la seva parròquia. Durant la seva adolescència va formar part d'un grup anomenat The Crow, i amb 18 anys es va presentar a Broadway a una audició per a la comèdia musical Hair, sent acceptada. L'èxit obtingut va permetre a la companyia viatjar a Europa, el que va possibilitar que Donna ingressés el 1967 a l'òpera de Viena, on va participar en algunes produccions europees de Porgy and Bess de George Gershwin, gravant a més alguns discos amb el nom de Donna Gaines.
Per aquella època es casà amb Helmut Sommer, un alemany amb qui va tenir la seva primera filla; la relació no va durar, però Donna conservaria el cognom del seu marit traduint-lo a l'anglès com a Summer (Estiu).
El 1974 gravà al costat de Pete Bellotte el seu primer àlbum, The Lady of the Night, amb l'ajuda de Giorgio Moroder, del que s'extragué el senzill The Hostage que fou el seu primer gran èxit comercial.
Un any més tard va editar un segon àlbum que va marcar una fita dins de la música de l'època, tant a nivell musical com tècnic, ja que per a poder donar-li format es creà el maxi-single, un tipus de disc de vinil de durada mitjana que serà profusament utilitzat per molts artistes durant els decennis de 1970 i 1980; aquest àlbum va arribar a ser número u de vendes en Estats Units.

## Èxits continuats
Després d'aquest primer gran èxit, va seguir una brillant carrera que va fer d'aquesta cantant un referent dins de la música disco, amb una veu molt potent i uns ritmes que barregen la música soul i els ritmes europeus de l'època: l'anomenat So de Múnic representat per compositors com Giorgio Moroder, qui obtindria anys més tard l'Oscar a la millor banda sonora pel seu treball a la pel·lícula L'Exprés de Mitjanit (L'exprés de mitjanit).
Donna marca la memòria sonora dels anys 70 amb èxits com Hot Stuff, Last Dance, I Feel Love, On the Radio, MacArthur Park, Bad Girls i Love to Love You, enfilant-se com el més alt referent de les discoteques i sent consagrada com la «reina de la música disco». Els seus temes barrejaven la lluentor de la seva càlida i potent veu de mezzosoprano i ritmes discos que començaven després d'una introducció de versos lents i melòdics.
Autèntica fita de l'època va ser la seva cançó Enough is Enough a duo amb Barbra Streisand, que va ser per a aquesta la seva primera (o única) incursió en la música de ball.

## Del gèneredancealpop
A la fi dels 70, la música disco cau en el descrèdit i la gent, en senyal de protesta, arriba a destruir piles de maxi-singles amb màquines d'apiconar. D'altra banda, Donna renega d'alguns dels seus èxits més sensuals, com Love to Love You, que no cantarà més. Es diu que Donna es va retirar de la vida nocturna pròpia de l'espectacle i va adoptar un fervor religiós gairebé purità. Però a principis dels 80 recuperaria vigència amb She Works Hard for the Money, ("Es guanya el que cobra") amb un vídeo musical que es va fer summament popular, en el qual encarnava a una cambrera humiliada que ha de seguir treballant per a subsistir.
Donna Summer canvia d'estil musical, evolucionant cap al pop encara que sense oblidar els ritmes ballables. Grava discos amb el cèlebre productor Quincy Jones, llavors en auge per l'àlbum Thriller de Michael Jackson; entre els temes que grava amb ell, destaca State of Independence. També grava alguna cançó de Bruce Springsteen.
A la fi dels 80, després de diversos anys de menys rellevància, recobra protagonisme amb l'àlbum Another Place and Time produït per Stock, Aitken i Waterman, els productors anglesos de moda, que havien llançat a l'estrellat a Kylie Minogue i rellançant a Bananarama i Cliff Richard, entre molts altres; els seus principals èxits d'aquests anys són I Don't Wanna Get Hurt i This Time I Know Is for Real.
L'any 2000 va compondre el tema The Power of One com a banda sonora oficial per a la pel·lícula Pokémon: The Movie 2000 de la companyia Warner Bros, sota el nom de Donna Summer.

## Reaparició triomfal:I will go with you
Ja als 90, després d'un altre llarg període de silenci, Donna Summer reapareix amb I Will Go With You, una versió ballable de la balada de cort operístic Con te partirò, que havia donat a conèixer Andrea Bocelli; altre èxit d'aquests anys, ja entre la música disco i el House, és Love is the Healer.
Un àlbum gravat en directe, amb bona part dels seus èxits, rellançà a Donna Summer a les llistes de vendes. La crítica va elogiar el seu bon estat de forma, a pesar de la seva edat madura; la seva veu seguia sonant amb força. Es va parlar d'una reaparició a més llarg termini, amb nous àlbums, si bé es va demorar una miqueta, fins que el 2008 va publicar el seu nou disc, Crayons, en el qual experimentava amb ritmes llatins.
La influència de Donna Summer en el pop actual és innegable i creixent. Es repliquen fragments de les seves cançons (samples) en cançons noves de Beyoncé i Madonna (Future Lovers, per exemple, inclou un fragment de I Feel Love).
Donna Summer ha participat esporàdicament en televisió, assistint a diversos capítols de la sèrie americana Family Matters on interpretava a Tia Una.